# Эльзаско-Мозельский конкордат
Эльзаско-Мозельский конкордат (фр. Concordat en Alsace-Moselle) — часть местного законодательства в Эльзас-Мозеле, касающегося официального статуса определенных религий на данных территориях.
Этот Конкордат является одной из частей Конкордата Наполеона 1801 года. Конкордат 1801 года был отменен в остальной части Франции законом 1905 года об разделении церкви и государства. Однако в то время Эльзас-Мозель был частью Германии, поэтому Конкордат оставался в силе в этих двух регионах. Конкордат признает четыре религиозные течения в Эльзас-Мозеле: три ветви христианства (католическая, лютеранская и реформатская) и иудаизм. Таким образом, французская концепция laïcité, жесткого разделения церкви и государства, не применяется в этом регионе.
Несколько французских правительств рассматривали возможность отмены Конкордата, но никто так и не сделал этого. 21 февраля 2013 года Конституционный совет Франции поддержал Конкордат, подтвердив его обоснованность, в ответ на обращение светской группы, в которой утверждалось, что Конкордат в Эльзас-Мозеле противоречит светскому характеру Французской Республики.

## Религиозное образование
Согласно Конкордату, религиозное образование является обязательным в государственных школах, как на начальном, так и на среднем уровне, хотя родители в нынешнее время могут выбрать светский эквивалент по письменному заявлению. Эти уроки религиозного образования даются представителями соответствующих конфессий и под контролем соответствующих церквей.

## Роль правительства
Религиозные служители в Эльзас-Мозеле (пасторы, священники и раввины четырех признанных конфессий) получают зарплату от Министерства внутренних дел, которое, в соответствии с Ланг-Клупетским соглашением 1993 года, связано со шкалой окладов государственной службы. В 2012 году эти оклады обошлись французскому государству в 54 миллиона евро в год. Служители церкви также имеют право на пособие по безработице. Епископы Меца и Страсбурга назначаются указом Президента Республики после согласования со Святым Престолом. Это делает Францию единственной страной в мире, где некоторые католические епископы все еще назначаются главой государства. Фактическое участие французского государства, однако, в настоящее время считается чисто номинальным (хотя недавнее назначение на должность епископа Меца было заблокировано Ватиканом на ранней стадии). Главные раввины и президенты еврейских и протестантских консисторий назначаются премьер-министром. Министры трех христианских церквей назначаются министром внутренних дел.

## Теологические факультеты
Страсбургский университет включает в себя два богословских факультета: один протестантский, другой католический. Это единственные богословские факультеты во Франции, хотя в Университете Лотарингии в Меце также есть богословский факультет. Оба факультета несут ответственность за подготовку служителей по своим религиозным традициям. Католический факультет непосредственно подчиняется Святейшему Престолу, и дипломы, которые он вручает, признаются Святейшим Престолом как канонические.

## Другие религии и религиозные традиции
Был предпринят ряд попыток расширить поле действия Конкордата для признания других религий, в частности ислама, а также других ветвей христианства.